# Histoires de survivants
Histoires de survivants est le quatorzième tome, et le deuxième volume de la deuxième série, de La Grande Anthologie de la science-fiction.
Préfacé par Demètre Ioakimidis, il réunit douze nouvelles et a été publié en 1983.

## Publication
- Demètre Ioakimidis (dir.), Histoires de survivants, Le Livre de poche n°3776, Paris, 1983, 412 p., 11 x 16,5 cm  (ISBN 2-253-02579-8).

## Extrait de la préface
« (…) Le sort des survivants, dans l’univers de la science-fiction, peut ainsi varier considérablement d’un récit à un autre. Il constitue toujours un des thèmes d’un contrepoint plus ou moins complexe, plus ou moins riche, qui peut être sombre ou clair, pessimiste ou optimiste, en fonction de l’optique de l’auteur et selon ce qu’il peut vouloir transmettre de ses propres préoccupations aux personnages qu’il place sur un fond de catastrophe : signal de mise en garde ou affirmation de confiance, il peut aussi constituer une transposition d’interrogations personnelles, intérieures. (…)

Une fin du monde est exorcisée quand on la raconte en sachant qu'on existe ; et c'est ce qui confère aux survivants leur intérêt et leur importance. »
— Extrait de la dernière page de la préface, p. 13

## Liste des nouvelles

### La Crevasse dans la Lune
- Autrice :  Idris Seabright.
- Titre original : The Hole in the Moon.
- Nouvelle traduite de l’anglais par Alain Dorémieux.
- Parution : nouvelle initialement parue dans The Magazine of Fantasy & Science Fiction n°12, février 1952.
- Résumé :  En inoculant aux femmes une infection sexuellement transmissible, l’ennemi a exterminé la quasi-totalité des hommes. Un survivant, résigné dans sa solitude, rencontre une femme qui lui apparaît belle et désirable, alors que celles qui sont infectées souffrent de déformations physiques. Peut-être imaginaire, elle disparaît. Puis il rencontre une femme malade, mais bien réelle, et l’accueille avec plaisir, au détriment de sa vie.

### Le Chemin de la nuit
- Auteur : Robert Silverberg.
- Titre original : Road to Nightfall.
- Parution : nouvelle initialement parue en juillet 1958 dans Fantastic Universe of Science Fiction.
- Remarque : Il s'agit de la première nouvelle rédigée par Robert Silverberg, fin 1953 / début 1954.

### Sans éclat…
- Auteur : Damon Knight.
- Titre original : Not With a Bang.
- Nouvelle traduite anonymement de l’anglais
- Parution : nouvelle initialement parue dans The Magazine of Fantasy & Science Fiction n°2, hiver-printemps 1950.
- Résumé : Il est convaincu qu’elle et lui sont les derniers êtres vivants sur Terre, avec pour devoir de la repeupler. Atteint par la peste, il veut la presser, mais face à sa pudeur et sa susceptibilité, il s’efforce de lui faire la cour sans trop la brusquer. Elle finit par accepter de l’épouser. Mais il est subitement pris d’une crise de paralysie, sans espoir d’être sauvé, car elle n’osera jamais pousser la porte des toilettes pour hommes.

### Danse macabre
- Auteur : Richard Matheson.
- Titre original : Dance of the Dead.
- Nouvelle traduite de l’anglais par Bruno Martin.
- Parution : nouvelle initialement parue dans Star Science Fiction Stories n°3, janvier 1955.
- Résumé : Dans une époque post-guerre microbienne, deux jeunes couples partent faire la fête en ville. L’une des jeunes filles, mal à l’aise, se remémorant les avertissements de ses parents, supporte mal l’ambiance désinhibée de la soirée. Son effroi atteint un paroxysme lors du spectacle de la danse d’un zombie. À son réveil, grisée par l’alcool, elle se sent bien.

### Adam sans Ève
- Auteur : Alfred Bester.
- Titre original : Adam and no Eve.
- Nouvelle traduite de l’anglais par Guy Abadia.
- Parution : nouvelle initialement parue dans Astounding Science Fiction n°130, septembre 1941.
- Résumé : La Terre n’est plus que cendres, détruite par une réaction en chaîne due à l’utilisation d’un nouveau carburant spatial. Le pilote du vaisseau, retombé sur la planète, blessé et en proie à des hallucinations, se traîne d’instinct en direction de la mer. Il s’y laisse glisser, afin qu’elle absorbe chaque élément de son corps pour créer de nouveau un cycle de la vie.

### Le Collier de marrons
- Autrice : Jane Roberts.
- Titre original : The Chestnut Beads.
- Nouvelle traduite de l’anglais par Bruno Martin.
- Parution : nouvelle initialement parue dans The Magazine of Fantasy & Science Fiction n°77, octobre 1957.
- Résumé : 
  - Des étudiantes subissent dans leur université une séance d’initiation, sans en conserver de souvenirs, et l’une d’elles porte alors un collier, sans en comprendre la raison.
  - Des années plus tard, alors qu’elles sont installées dans leur vie respective, la guerre éclate, déclenchée par les hommes, et la planète est détruite. Elles se rendent compte alors qu’elles avaient été en fait conditionnées dans le but de se venger des hommes et de recréer une civilisation, où seules les plus fortes survivraient, le collier représentant un symbole de suprématie.

### Le Navire des ombres
- Auteur : Fritz Leiber.
- Titre original : Ship of Shadows.
- Nouvelle traduite de l’anglais par Bruno Martin.
- Parution : nouvelle initialement parue dans The Magazine of Fantasy & Science Fiction n°218, juillet 1969.
- Résumé : Dans un bar en état d’apesanteur, des créatures étranges, voire surnaturelles, s’amusent, s’affrontent, se détruisent, et traînent leur vie calée sur un rythme artificiel. Un vieil homme, accompagné d’un chat qui parle, entreprend de connaître la vraie nature du monde de coursives qui les entoure, et de comprendre, grâce à ses nouveaux yeux, ce qu’il voit à l’extérieur.

### Situation privilégiée
- Auteur : Vernor Vinge.
- Titre original : Apartness.
- Parution : nouvelle initialement parue dans New Worlds n°151, juin 1965.
- Nouvelle traduite de l’anglais par Dorothée Tiocca.
- Résumé : Dans un futur post-apocalyptique où l’hémisphère nord a été détruit, une expédition scientifique sud-américaine découvre des humains arriérés vivant en Antarctique. La prise de contact se termine dans le sang. Il s’avère finalement que cette tribu est constituée des descendants de Blancs enfuis en bateau de l'Afrique du Sud lors de leur extermination par les autochtones après le conflit.

### Neiges d’antan
- Autrice : James Tiptree, Jr..
- Titre original : The Snows Are Melted, The Snows Are Gone.
- Nouvelle traduite de l’anglais par Bruno Martin.
- Parution : nouvelle initialement parue dans Venture Science Fiction Magazine nouvelle série n°13, novembre 1969.
- Résumé : Dans un monde désolé, une jeune fille, sans bras, et un loup domestiqué, mènent une mission pour attirer et capturer un homme vigoureux d’une tribu sauvage. Rejoignant finalement un autre équipier, sans jambes, ils emportent leur sauveur.

### Pour venger l’homme
Ne doit pas être confondu avec Pour servir l'homme.
- Auteur : Lester del Rey.
- Titre original : To Avenge Man.
- Parution : nouvelle initialement parue dans Galaxy Magazine n°132, décembre 1964.
- Nouvelle traduite de l’anglais par Michel Demuth.
- Résumé : Abandonné précipitamment sur la Lune par les humains, un robot assiste sans la comprendre à la destruction de l’humanité. Convaincu que celle-ci a été provoquée par des extraterrestres, il parvient après de longs efforts à rejoindre la Terre afin de créer une armée vengeresse. Loin de la Terre, il aura finalement connaissance de la vérité : l’autodestruction.

### Le Peuple du ciel
- Auteur : Poul Anderson.
- Titre original : The Sky People.
- Nouvelle traduite de l’anglais par P. J. Izabelle.
- Parution : nouvelle initialement parue dans The Magazine of Fantasy & Science Fiction n°94, mars 1959.
- Résumé : Dans un futur post-apocalyptique, des pillards maîtrisant le vol en dirigeable tentent de s’emparer d’une ville à la société raffinée mais décadente. Les habitants sont aidés par des explorateurs maîtrisant la navigation maritime, mais ceux-ci, après avoir piégé et capturé les pillards, les épargneront car ils représentent aussi une race scientifique.

### Serpent brûlant sur un autel
- Auteur : Brian Aldiss.
- Titre original : Serpent Burning on an Altar.
- Nouvelle traduite de l’anglais par Ronald Blunden.
- Parution : nouvelle initialement parue dans Orbit 12, juillet 1973.
- Résumé : Dans une époque où les humains côtoient des créatures étranges, deux jeunes gens et deux jeunes filles s’interrogent sur le caractère décadent ou créatif de la société, en discutant des sujets qui les passionnent : l’art, la musique, la poésie, la mort, puis profitent des joies de l’amour. Des magiciens pratiquant leurs rites réfrènent leur désinvolture.